# Драмхеллер
Драмхеллер (англ. Drumheller) — город в провинции Альберта, Канада. Расположен в 110 километрах от Калгари, на реке Ред-Дир. Драмхеллер стал известен после того, как в 1884 году палеонтолог Джозеф Берр Тиррелл обнаружил в долине реки Ред-Дир множество окаменелостей динозавров. Именем этого исследователя назван находящийся в Драмхеллере Королевский Тиррелловский палеонтологический музей.

## История
Первые поселенцы появляются в этой местности в 1897 году. В 1910 году территорию, на которой находится город, купил полковник Сэмюель Драмхеллер, в честь которого было и названо поселение. В 1911 году полковник открывает в окрестностях городка угольные шахты. В 1912 году Драмхеллер получает железнодорожное сообщение с другими частями Канады, здесь строится вокзал. В 1913 году Драмхеллер как поселение получает статус «виллидж» (селение), а в 1916 году — статус «таун» (небольшой город), в 1930 году — статус «Сити» (город). Экономика Драмхеллера процветала до тех пор, пока после Второй мировой войны на смену каменному углю основными источниками энергии становятся нефть и электричество. Затем начинается период упадка, в 1990-е город утрачивает статус «сити» и меняет его на «таун». В экономике всё большую роль играют сельское хозяйство и туризм. Туристов привлекают живописные скальные образования, а также богатые палеонтологические находки — окаменелости динозавров мелового периода.

## Достопримечательности
- Королевский Тиррелловский палеонтологический музей (Royal Tyrrell Museum of Palaeontology)
- Каньон Хорсшо-формация[англ.]
- Канадский бедленд
- Река Ред-Дир
- Гигантский макет тираннозавра, 26 — метровая статуя, выполненная из стали и пластика. Крупнейшая в мире
- Провинциальный парк Мидленд[англ.] расположен в 6 километрах западнее Драмхеллера
- Старая угольная шахта Атлас[англ.]
- Исторический мост Стар Майн[англ.]

## Галерея

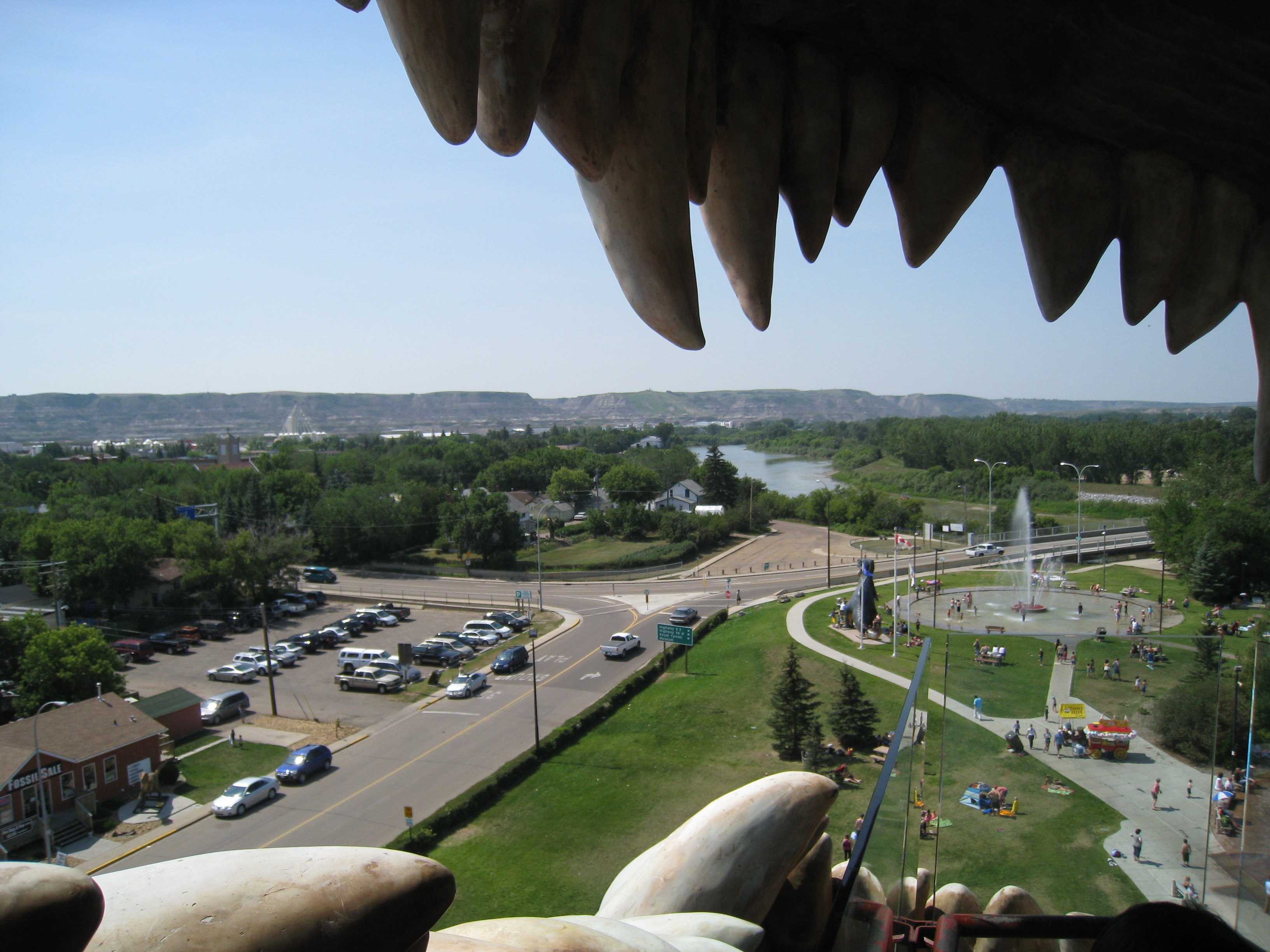
Вид на Драмхеллер
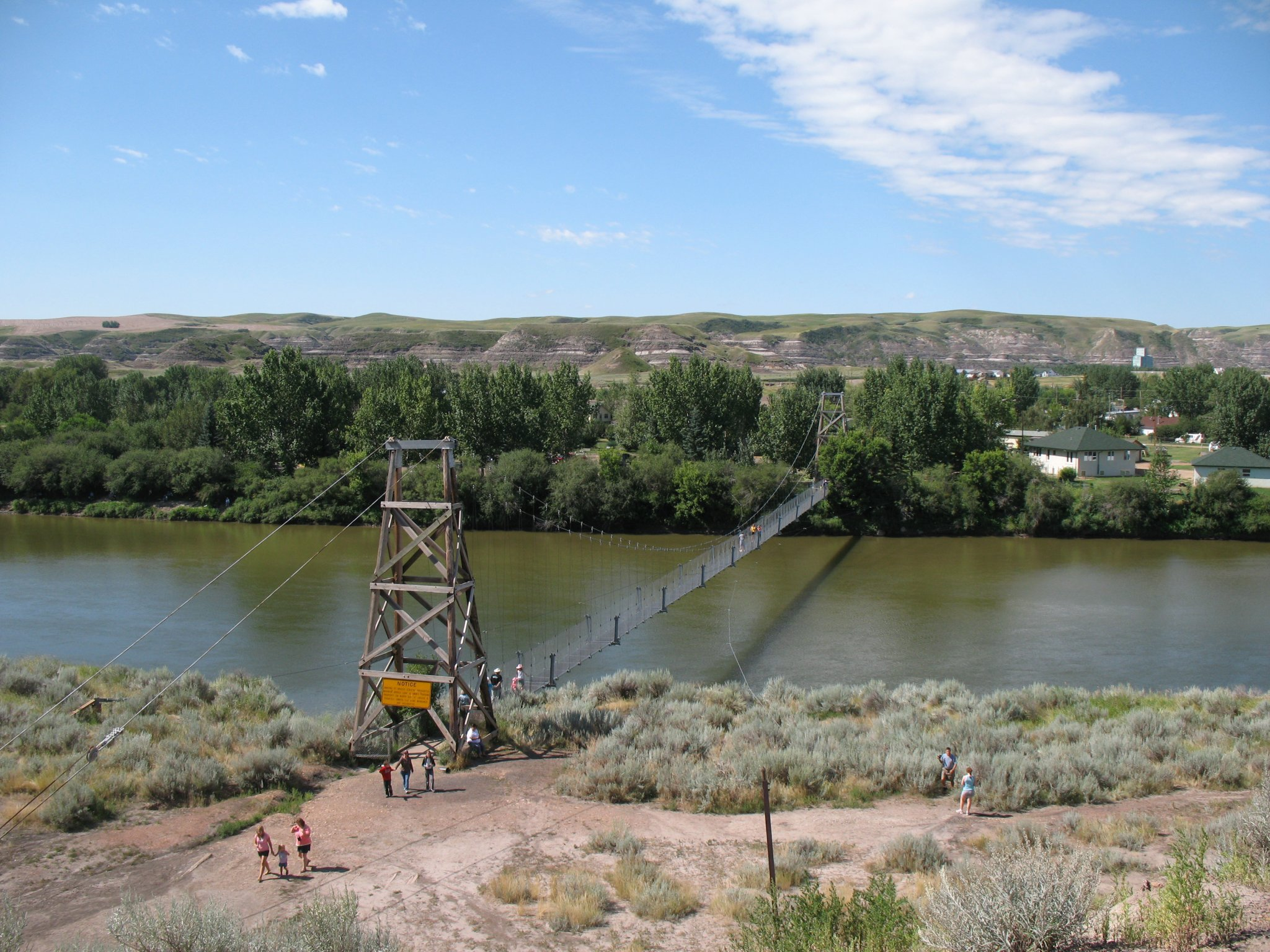
Шахтный мост Стар-Майн
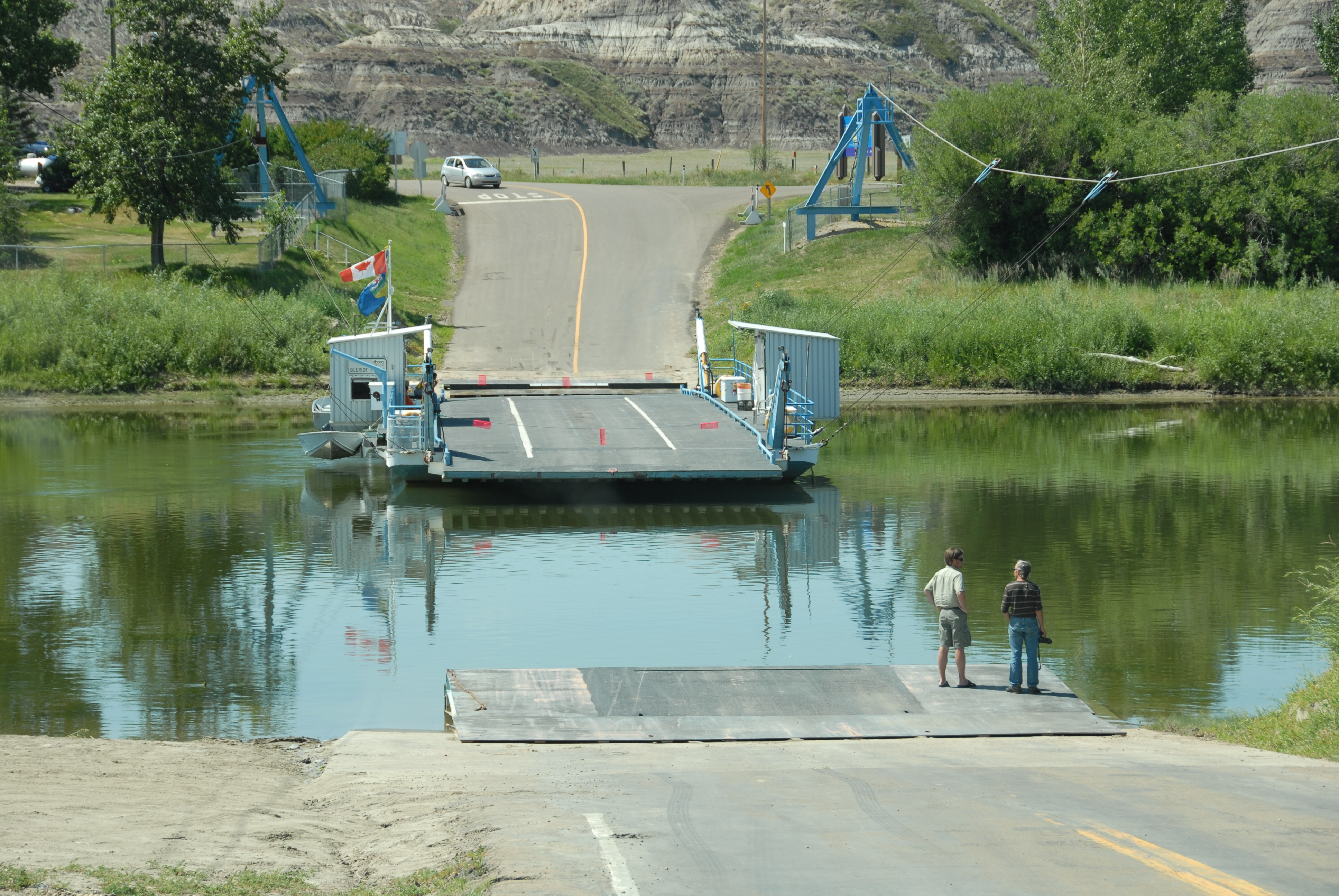
Вид на Блэриот-Перри
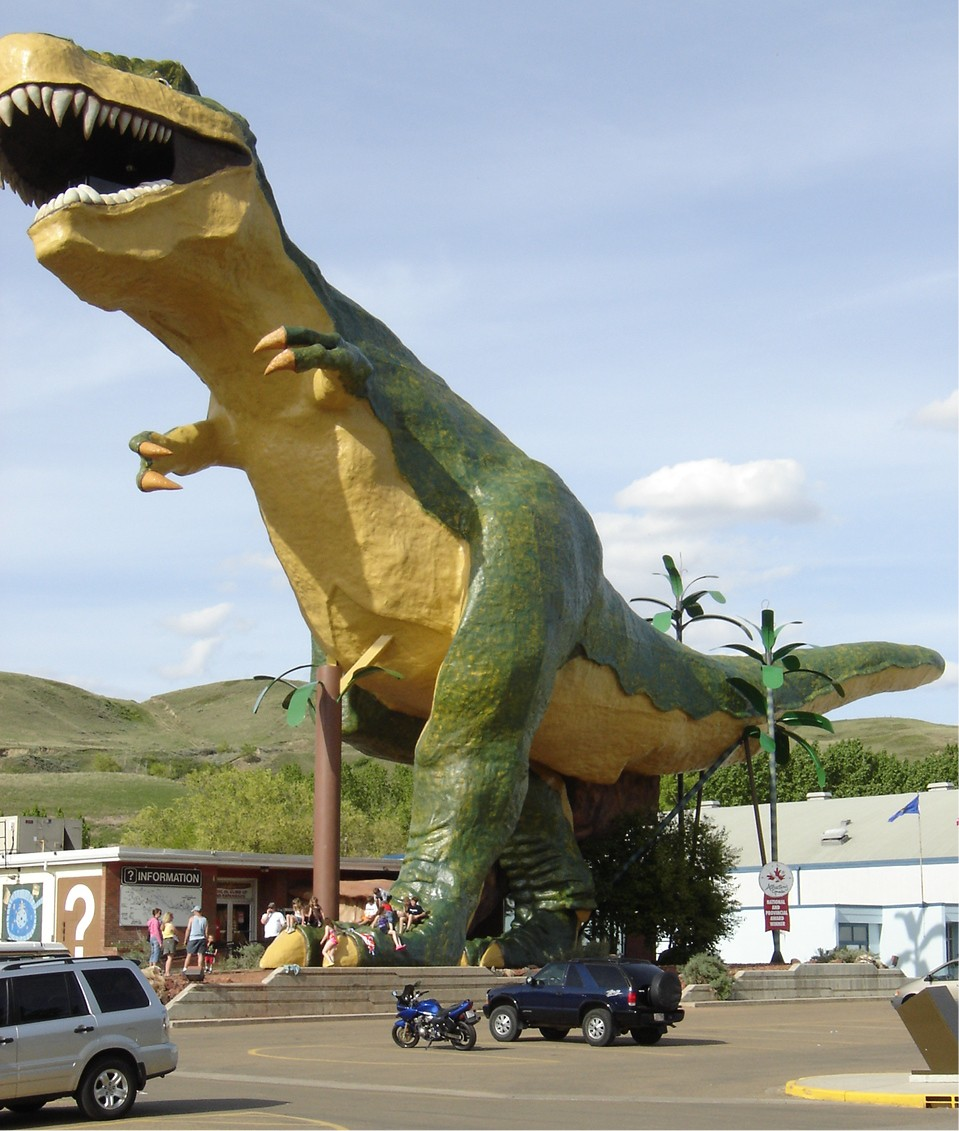
«Самый большой динозавр в мире» в Драмхеллере
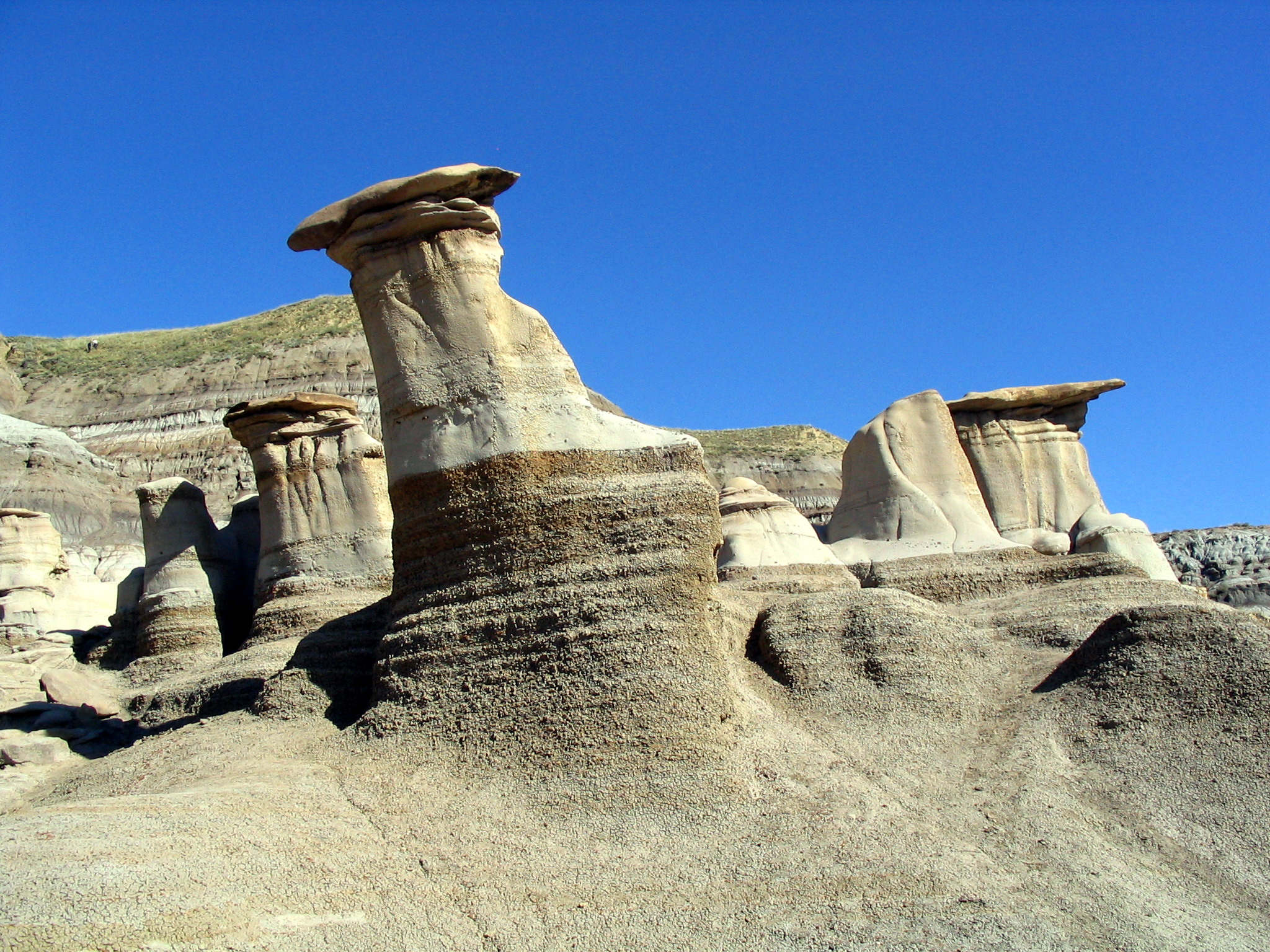
Гудду (восточнее Драмхеллера)
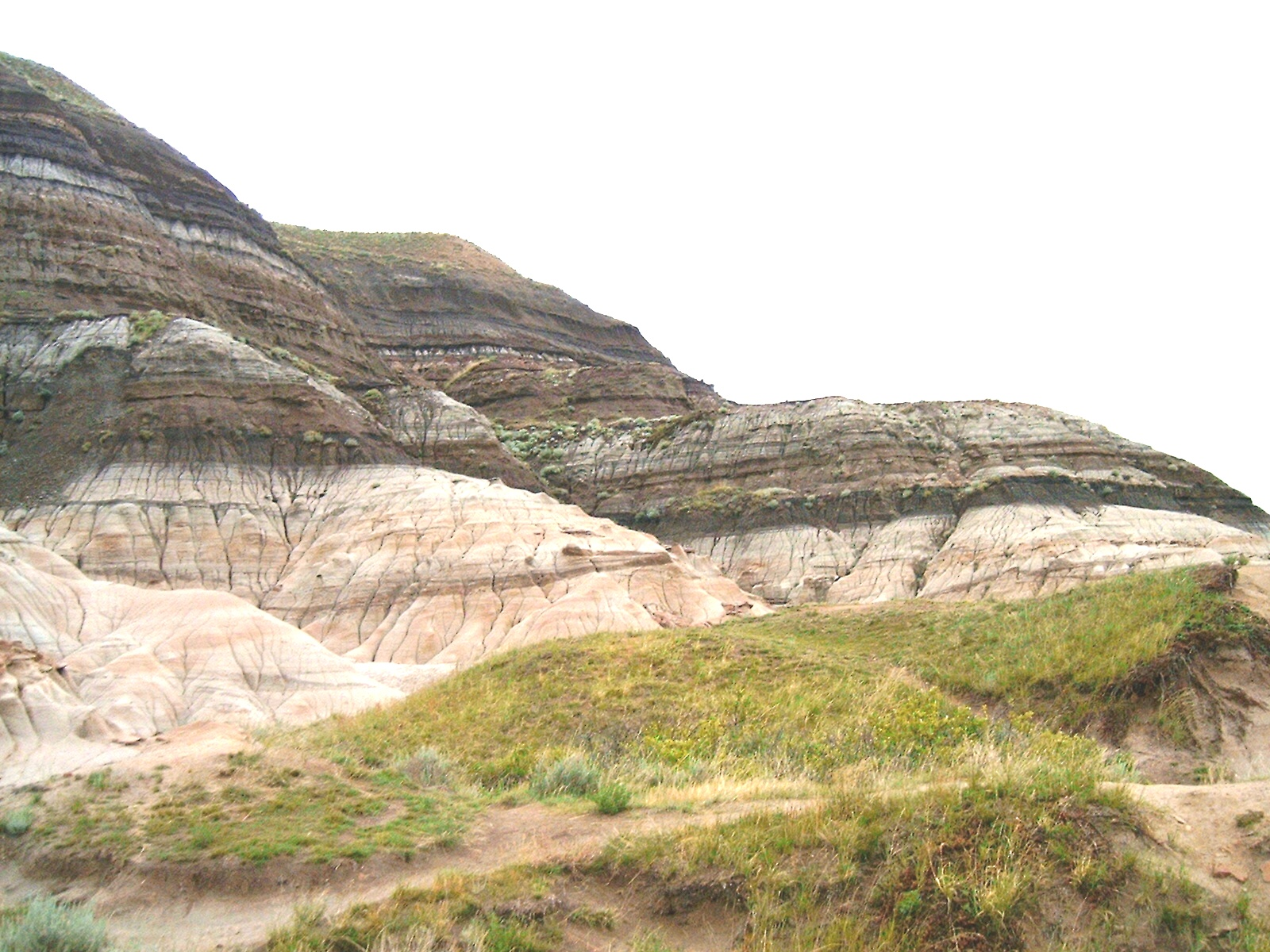
Канадский бедленд близ Драмхеллера
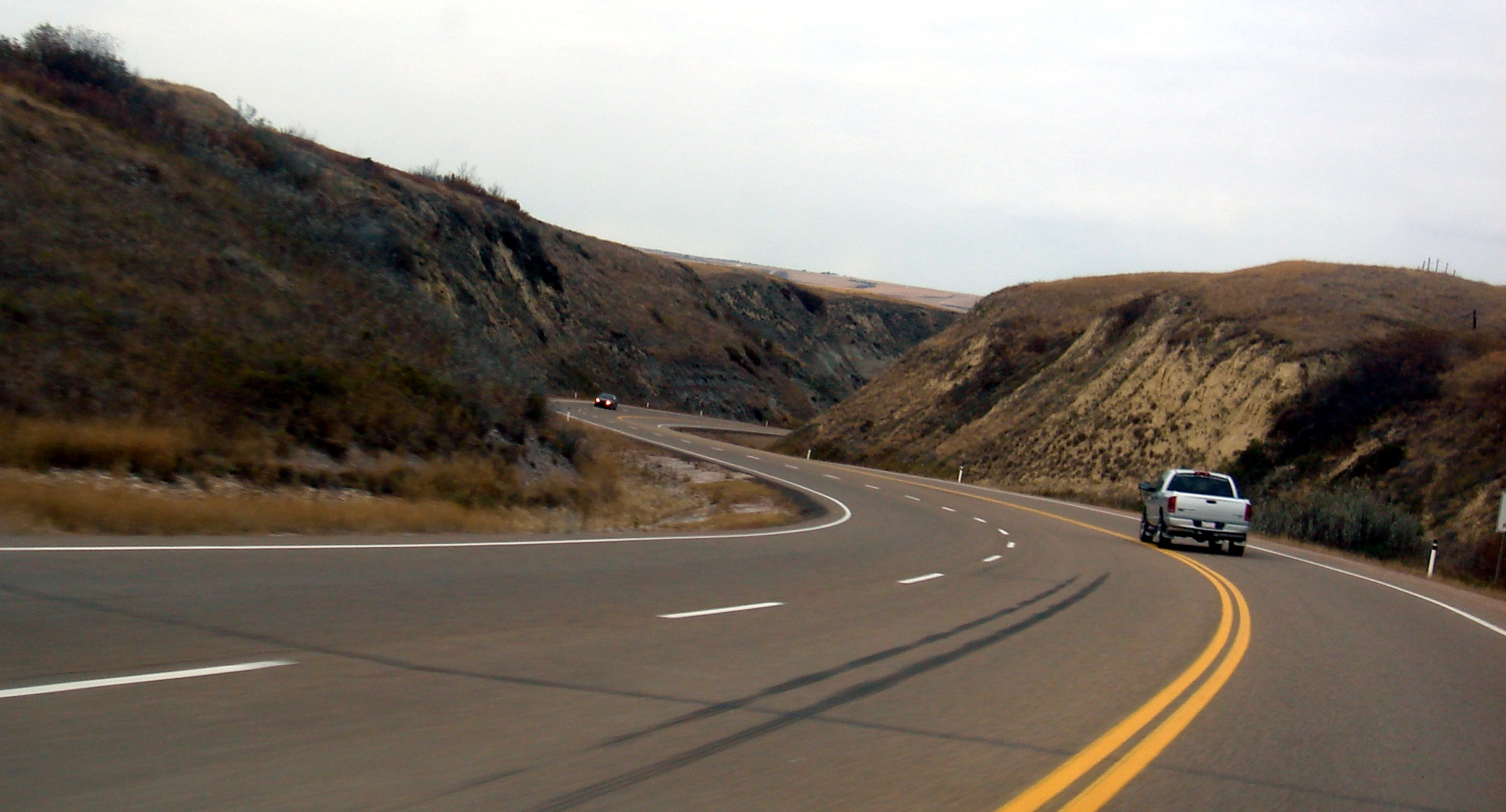
Хайвэй 9 провинции Альберта севернее Драмхеллера Highway 9 nördlich von Drumheller
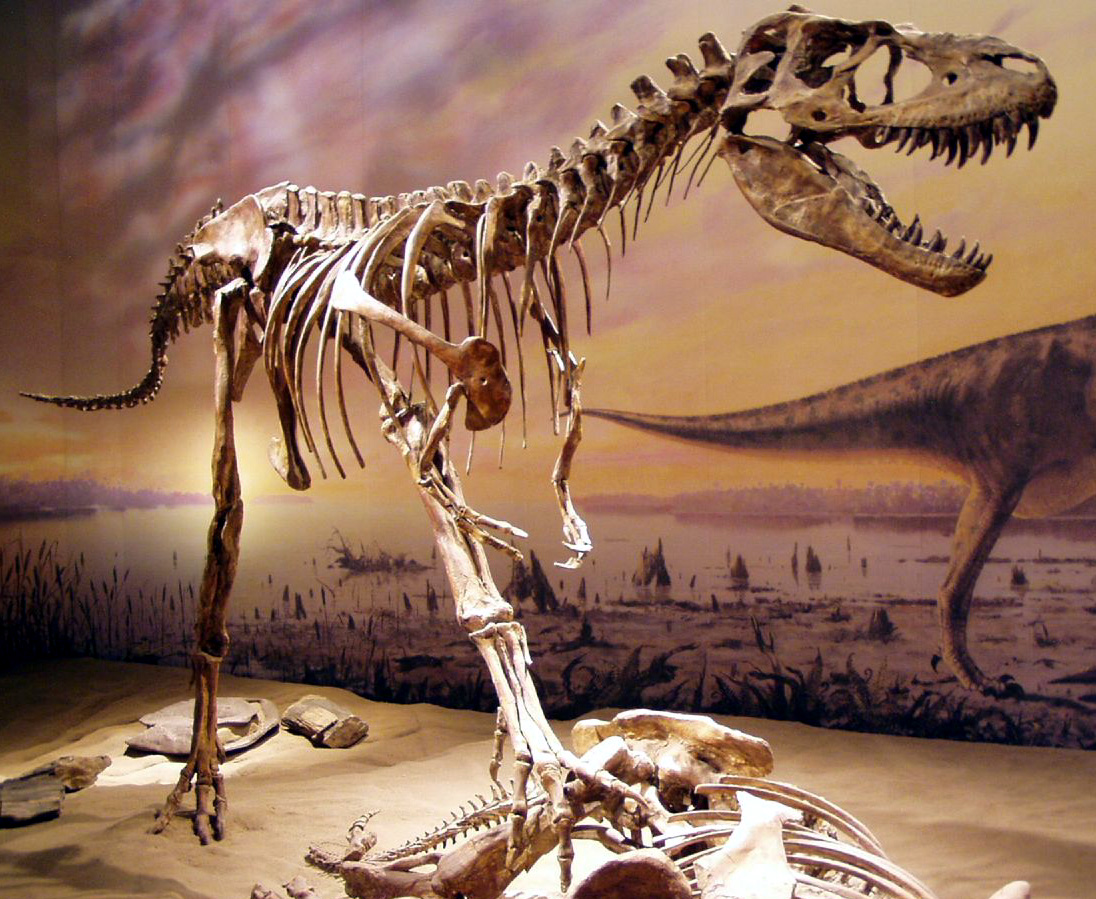
Горгозавр. Один из экспонатов Палеонтологического музея Драмхеллера